# آرتور بازئیان
آرتور بازئیان (Արթուր Բազեյան) بوکسور اهل ارمنستان است که در مسابقات قهرمانی بوکس آماتوری اروپا ۲۰۲۲ که در ایروان, ارمنستان برگزار شد در وزن ۵۷ موفق به کسب مدال نقره شد.